# Bataille de Cedar Creek
Pour la bataille de la guerre des Black Hills, voir Bataille de Cedar Creek (1876).
Guerre de Sécession
Batailles
- Guard Hill
- Summit Point
- Smithfield Crossing
- Berryville
- 3e Winchester
- Fisher's Hill
- Tom's Brook
- Cedar Creek

La bataille de Cedar Creek ou bataille de Belle Grove qui eut lieu le 19 octobre 1864, fut l'une des dernières et plus décisives batailles des campagnes de la vallée de Shenandoah de 1864 lors de la guerre de Sécession.